# George Dixon (rugbyspeler)
George Martin Dixon (Vallejo, 10 april 1901 - San Francisco, 23 augustus 1991) was een Amerikaans rugbyspeler.

## Carrière
Tijdens de Olympische Zomerspelen 1924 werd hij met de Amerikaanse ploeg olympisch kampioen.

## Erelijst

### Met Verenigde Staten
- Olympische Zomerspelen:  1924